# 特雷西恩施塔特隔都

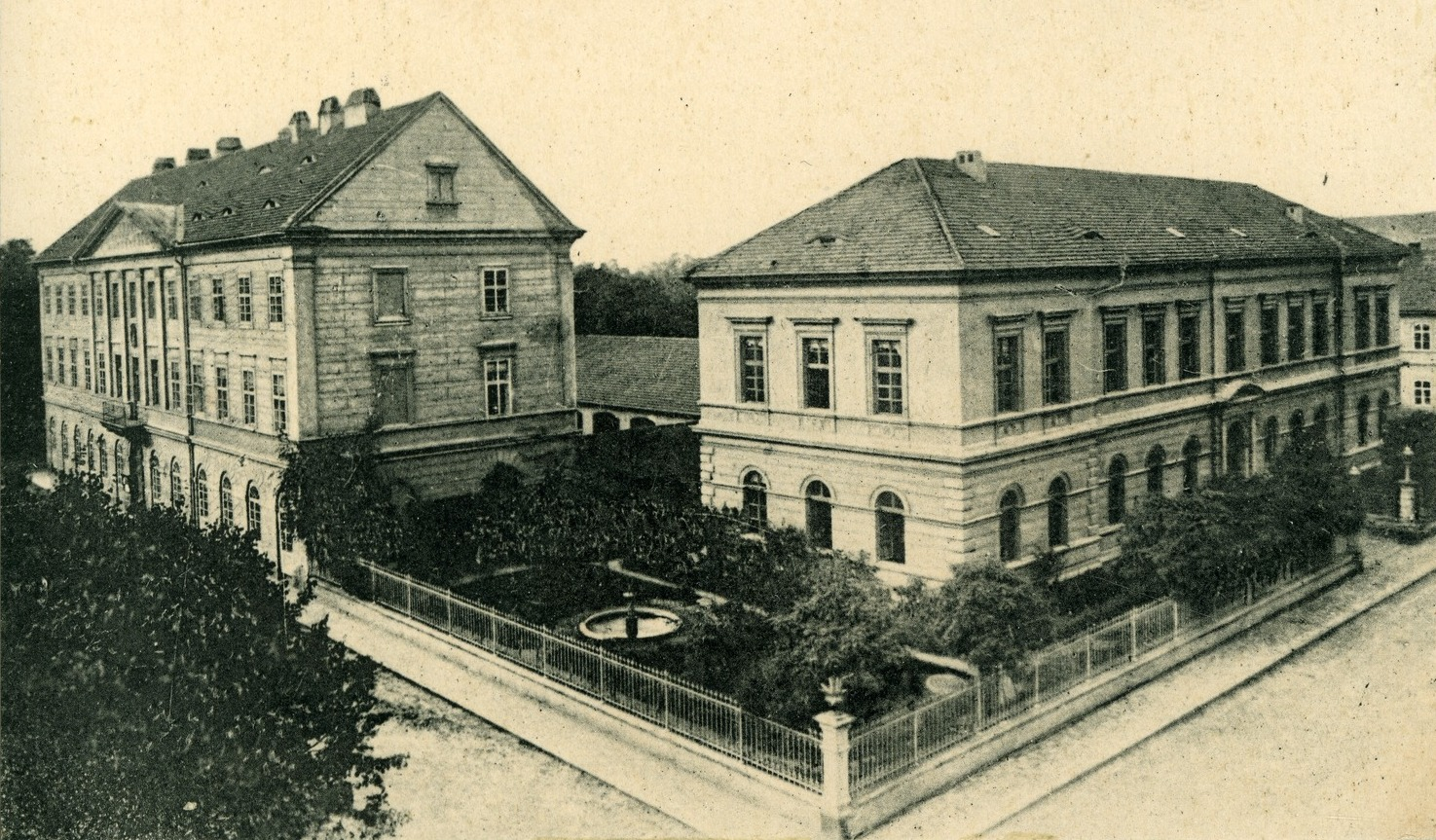
特雷西恩施塔特的建築

特雷西恩施塔特隔都是二战期间，党卫队在波希米亞和摩拉維亞保護國的要塞城镇泰雷津建立的猶太人隔都。该犹太人隔都是通往各滅絕營路上的经停点。德方曾故意恶化隔离区中的条件，加快被囚者的死亡速度，这座隔都还扮演过一定的政治宣传角色。
1941年11月，捷克犹太人被运送至特雷西恩施塔特隔都所在區域，隔都由此兴建起来。首批德国和奥地利犹太人于1942年6月抵达；1943年初，荷兰和丹麦犹太人也被运来；在战争的最后几个月里，更多国籍的囚犯被送入特雷西恩施塔特隔都。共有大约33000人死在特雷西恩施塔特，其中大部分死于营养不良和疾病。曾有逾88000人在被送入灭绝营等其他杀戮设施前曾在特雷西恩施塔特隔都被关押几个月乃至几年。
特雷西恩施塔特隔都中的文化生活相对丰富，这也是该隔离区的特点之一，这里的文化生活包括音乐会、课程宣讲、儿童秘密教育。隔都被犹太人自治管理。特雷西恩施塔特隔都留下的精神遗产吸引了学者们的关注，激起了人们对这座隔都的兴趣。战后，几名曾工作于特雷西恩施塔特隔都的党卫队人员和捷克警卫曾出庭受审，但苏联当局基本遗忘了这座犹太人隔离区。